# Serie Mundial Amateur de Béisbol de 1943
La VI Serie Mundial Amateur de Béisbol se llevó a cabo en La Habana, Cuba del 25 de septiembre al 19 de octubre de 1943. El jugador más valioso fue  Pedro "Natilla" Jiménez.

## Hechos destacados
- Estados Unidos no participó debido a un incidente con el equipo de República Dominicana en la edición anterior en la que una bola lanzada aparentemente de manera intencional contra el banquillo estadounidense fue inmediatamente devuelta contra un jugador dominicano, golpeándole en el hombro lo que terminó incluso con la ruptura de las relaciones diplomáticas entre ambos países.

## Ronda Única
| Posición | Equipo               | Ganados | Perdidos |
| -------- | -------------------- | ------- | -------- |
| 1        | Cuba                 | 9       | 2        |
| 2        | México               | 6       | 6        |
| 3        | República Dominicana | 5       | 7        |
| 4        | Panamá               | 4       | 8        |

| Cuba          |
| Campeón Cuba  |
| Cuarto título |